# Wild Wind
Wild Wind ist die Bezeichnung eines Stahlachterbahnmodells des italienischen Herstellers Interpark.
Das kompakte Layout, das sich über eine Fläche von 25 m × 25 m erstreckt, verfügt über 200 Streckenmeter, erreicht eine Höhe von 10 m und verfügt über einen Sidewinder als Inversion. Je nach Betreiber kommen ein oder zwei Züge mit jeweils fünf Wagen zum Einsatz.

## Standorte
| Achterbahn        | Betreiber                                          | Land                 | Eröffnung                            | Schließung                      |
| ----------------- | -------------------------------------------------- | -------------------- | ------------------------------------ | ------------------------------- |
| Cobra             | Freizeit-Land Geiselwind                           | Deutschland          | 24. März 2018 1. Mai 2015            | 13. September 2015              |
| Girdap Sörfçüler  | Wonderland Eurasia                                 | Türkei               | noch nicht eröffnet                  |                                 |
| Grand Huit        | Hannibal Park                                      | Tunesien             | 2012 oder früher                     |                                 |
| Loping Coster     | Erbil Family Fun                                   | Irak                 | 2004–2014                            |                                 |
| Star Loop Loop It | EuroPark Milano Idroscalo Allou Fun Park           | Italien Griechenland | 2023 Dezember 2016                   | 2022                            |
| Vertigo           | Dunas                                              | Venezuela            | 2007 oder früher                     | 2021 oder 2022                  |
| Wild Wind         | Circle of Fun Fill Land Bugok Hawaii               | Philippinen Südkorea | 2007–2010 2005 oder früher unbekannt | 2020 2010 oder früher unbekannt |
| Wild Wind         | Motor World Keansburg Amusement Park Playland Park | Vereinigte Staaten   | nie eröffnet                         | nie eröffnet                    |
| Wilde Wind        | Spring Land                                        | Tunesien             | 8. März 2003 oder früher             |                                 |
| Zumba             | Hacienda Napoles                                   | Kolumbien            | 2024                                 |                                 |